# Marianne de Bellem
Marianne de Bellem (née Marie Anne Thérèse Augustine de Bellem dit Pinaut à Bruxelles le 6 octobre 1767 et morte à Amsterdam le 17 décembre 1798) est une pastelliste, musicienne et l'une des protagonistes de la révolution brabançonne. Elle est la fille de Jeanne de Bellem et la « belle-fille » d'Henri van der Noot. Calomniée, elle dut se résoudre à accompagner sa mère en exil aux Pays-Bas où elle meurt prématurément âgée de 31 ans.

## Éléments biographiques
La mère de Marianne de Bellem, originaire de Namur, se retrouve orpheline à l'âge de dix-sept ans, lorsque son père savetier devenu aveugle meurt. Elle rejoint alors Bruxelles en 1753 où elle exerce les métiers de serveuse, de femme de chambre ou de servante. Elle entre au service d'un vieux gentilhomme âgé de soixante ans avec lequel une relation se noue probablement. Ce dernier, veuf, la présente à ses enfants sous le nom de mademoiselle Jeanne de Bellem, une fille de bonne famille dans l'adversité. Le père meurt et une idylle se noue entre Jeanne et le fils, Guillaume-François Bertout de Carillo, vicomte d'Ottignies, seigneur de Quenonville. Une fille nait de cette union illégitime le 6 octobre 1767 : Marianne de Bellem dit Pinaut. Le couple périclite après quatre années et Jeanne de Bellem devient l'amante en titre d'un jeune avocat bruxellois, Henri van der Noot qui sera l'un des plus fougueux tribuns statistes lors de la révolution brabançonne. Marianne accompagne sa mère et le comité révolutionnaire contraints à un premier exil à Bréda. En 1789, les Autrichiens sont défaits et Henri van der Noot et Jeanne de Bellem sont triomphalement accueillis à Bruxelles. Ce sera l'éphémère épisode des États belgiques unis mais les discordes internes, le manque de reconnaissance des puissances étrangères signeront le retour des Autrichiens fin 1790 et pousseront Jeanne de Bellem et sa fille à nouveau sur les chemins de l'exil,,.
Durant la jeunesse de Marianne, lors de la période précédant la révolution brabançonne, ce serait notamment le brugeois Joseph Fernande qui donna des leçons de dessin à Marianne de Bellem
En 1790 et 1791, mère et fille se sont établies à Rotterdam chez un confiturier du nom de van Engelen. Pour vivre, Jeanne de Bellem tricote des bourses et Marianne tente de vivre de son art en faisant des portraits et des miniatures au pastel et en donnant des cours de dessin aux enfants des familles bourgeoises locales,,. 
Jeanne de Bellem écrit à Henri van der Noot en 1790 pour le remercier d'avoir fait parvenir des pastels de Lausanne, elle écrit: « Ma fille vous poche tantôt un œil, tantôt la bouche, puis le né [sic], enfin elle promène à chaque instant les doigts sur votre face. Vous m'entendez. C'est qu'elle copie votre portrait. »,,
Lors du siège de Maestricht, en 1793, on les dit être au camp de Miranda. Les biographes perdent ensuite la trace de Jeanne de Bellem à cette époque et ils ignorent le lieu et la date de sa mort. Ainsi, l'Historien Frans van Kalken la suppose à Paris où elle avait encore quelques vieux amis dans le monde des lettres et des théâtres. 
En réalité, Marianne et sa mère s'étaient établies à Amsterdam dès 1792. Cette année-là, au printemps, Marianne, à Amsterdam, fait publier une annonce dans le journal de la ville, l' Amsterdamsche courant, dans laquelle elle informe le public que ses travaux sont exposés dans une école amstellodamoise, l'école d'art Mogin, à la Vijzelstraat, et qu'elle donne des leçons de pastel. Vraisemblablement est-ce cette école d'art mettant la langue française à l'honneur, qui l'avait incitée à quitter Rotterdam pour Amsterdam où elle s'était établie avec sa mère, et où elle donnera alors dorénavant ses leçons.   
Marianne est morte à Amsterdam, à l'Amstel Kerkstraet, le 17 décembre 1798, âgée de trente et un ans,,. Sa mère, Jeanne de Bellem, dont la plupart des biographes avaient perdu la trace et la voyaient à Paris ou ailleurs, est morte dans la même ville, Amsterdam, le 12 octobre 1805, ayant survécu près de sept ans à sa fille.
Au même titre que sa mère, Marianne fut calomniée par une presse prompte à dépeindre la famille van der Noot- de Bellem sous des traits peu flatteurs. de Beaunoir ira même jusqu'à prêter une relation entre le chanoine Van Eupen et Marianne,,.
Il a existé de la main du peintre Pierre De Glimes, un portrait de Marianne de Bellem. Malheureusement, ce dernier portrait semble perdu depuis qu'en janvier 1868, un certain M. Sloors, de la rue Royale à Saint-Josse-ten-Noode, offrit de le vendre pour 900 francs aux Musées royaux, mais l'offre fut déclinée. C'est à ce même peintre que l'on doit le magnifique portrait d'Henri van der Noot.

## Archives

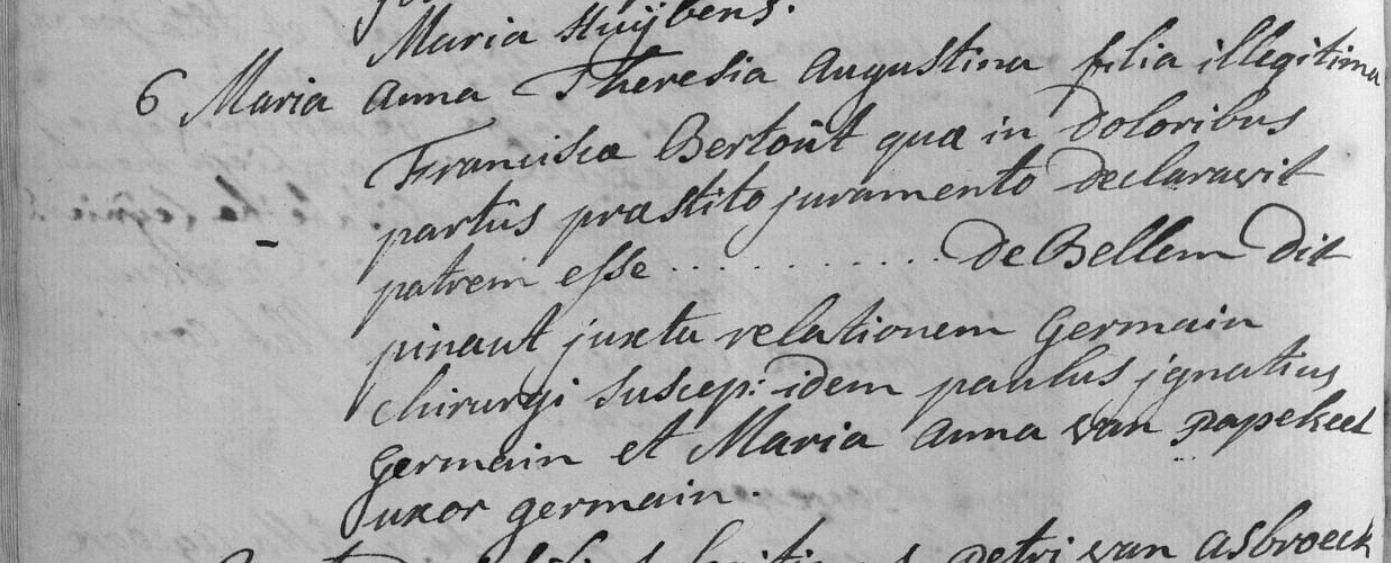
Acte de baptême de Marianne de Bellem dit Pinaut, Cathédrale Saints-Michel-et-Gudule de Bruxelles, 6 octobre 1767. « 6 Maria Anna Theresia Augustina filia illegitima Franciscæ Bertoût quæ in doloribus partûs præstito juramento declaravit patrem esse............... de Bellem dit pinaut juxta relationem Germain chirurgi. suscep(erunt) idem paulus jgnatius Germain et Maria Anna Van Papekeel uxor Germain. (Traduction : « Le 6. Marie Anne Thérèse Augustine fille illégitime de Françoise Bertoût qui dans les douleurs de l'enfantement a déclaré sous serment que le père est............... de Bellem dit Pinaut selon la relation du chirurgien Germain. L'ont tenue sur les fonts baptismaux le même Paul Ignace Germain et Marie Anne Van Papekeel épouse Germain ». Selon Frans van Kalken, d'après l'acte de baptême elle est la fille illégitime de Françoise Bertout et d'un ... De Bellem, dit Pinaut ! Or, Jeanne n'avait pas de frère. Il s'agit donc ici d'un texte maquillé, de la transformation volontaire ou involontaire d'un nom de femme en nom d'homme, et vice versa ».

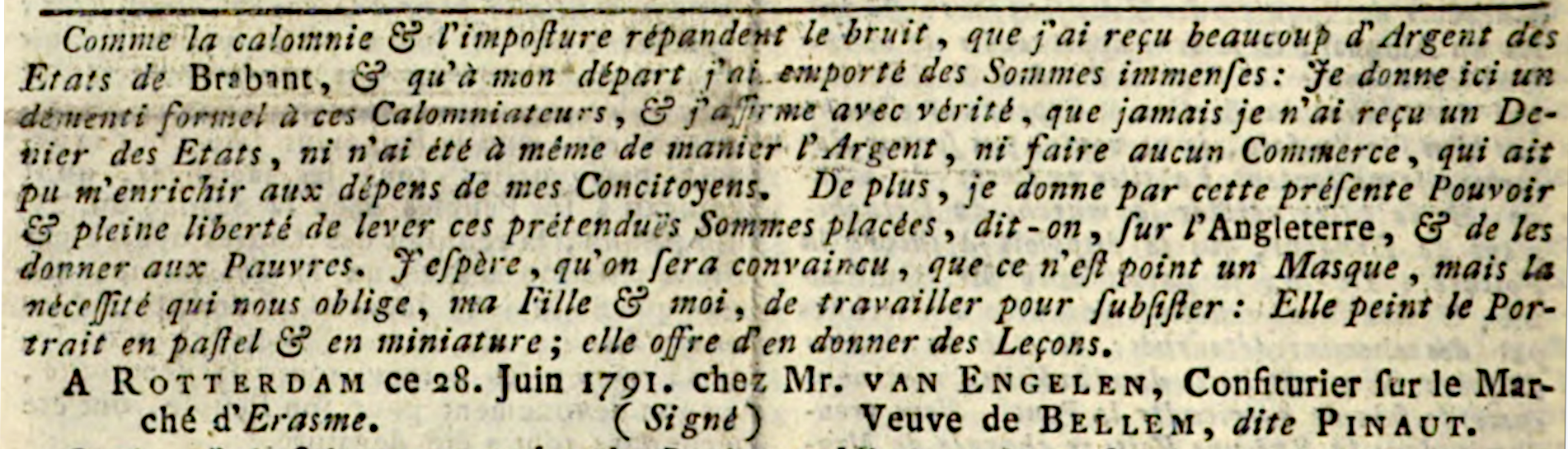
Depuis Rotterdam - Courrier de Jeanne de Bellem adressé à la Gazette de Leyde publiée le 5 juillet 1791 (in Nouvelles extraordinaires de divers endroits - LIII -1791).

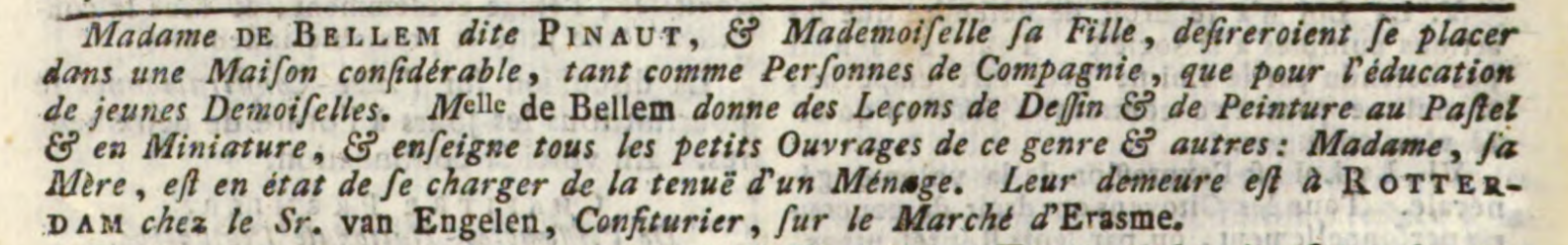
Depuis Rotterdam - Offre de services de Jeanne de Bellem et sa fille Marianne publié par la Gazette de Leyde le 19 août 1791 (in Nouvelles extraordinaires de divers endroits - LXVI -1791).

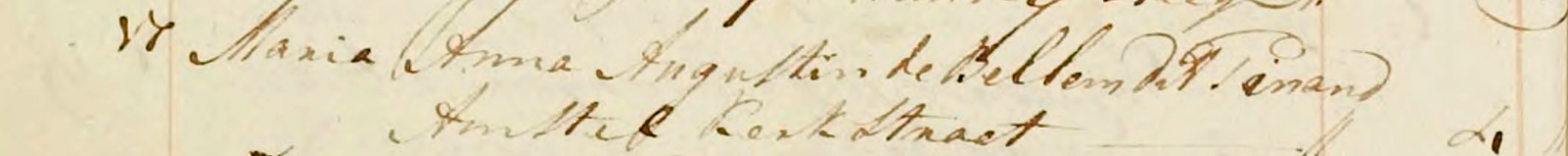
Acte de décès de Marie Anne Augustine de Bellem dit Pinaud - Amsterdam - 17 décembre 1798.